# Isopollenkarte
Eine Isopollenkarte ist eine Landkarte, die die Häufigkeit bestimmter Pollen in einer bestimmten Erdschicht darstellt.

## Anwendung
Einer bestimmten Erdschicht kann man eine bestimmte Epoche zuordnen. Einer bestimmten Pollenhäufigkeit kann man ein bestimmtes Wachstum der entsprechenden Pflanzenart zuordnen. Auf diese Weise kann man Ökosysteme der Vergangenheit rekonstruieren. Diese Erkenntnisse werden von Archäologen genutzt. Deshalb ist eine Isopollenkarte ein archäologisches Hilfsmittel.

## Anwendungsbeispiel Linde
Betrachtet man mit Hilfe eines Satzes Isopollenkarten die Verbreitung der Linde seit dem Ende der letzten Eiszeit, ergeben sich die folgenden Erkenntnisse. Die Zeitangaben beziehen sich auf das Jahr 2000.
- Die Linde überlebte die letzte Eiszeit nur auf der Balkanhalbinsel und in Norditalien.
- Vor 9.000 Jahren hat sie das Pariser Becken und die Ostsee erreicht.
- Vor 8.000 Jahren hat sie den Süden Skandinaviens erreicht.
- Vor 7.000 Jahren hat sie Britannien erreicht.
- Vor 6.000 Jahren hat sie ihre größte Verbreitung in dem Westen Europas erreicht.
- Vor 5.000 Jahren hat sie sich in Italien weit nach Norden zurückgezogen.
- Die Linde erreichte bei einer beinahe konstanten Südgrenze nie Süditalien, Spanien und die Mittelmeerinseln und Irland.